# کس هیلی

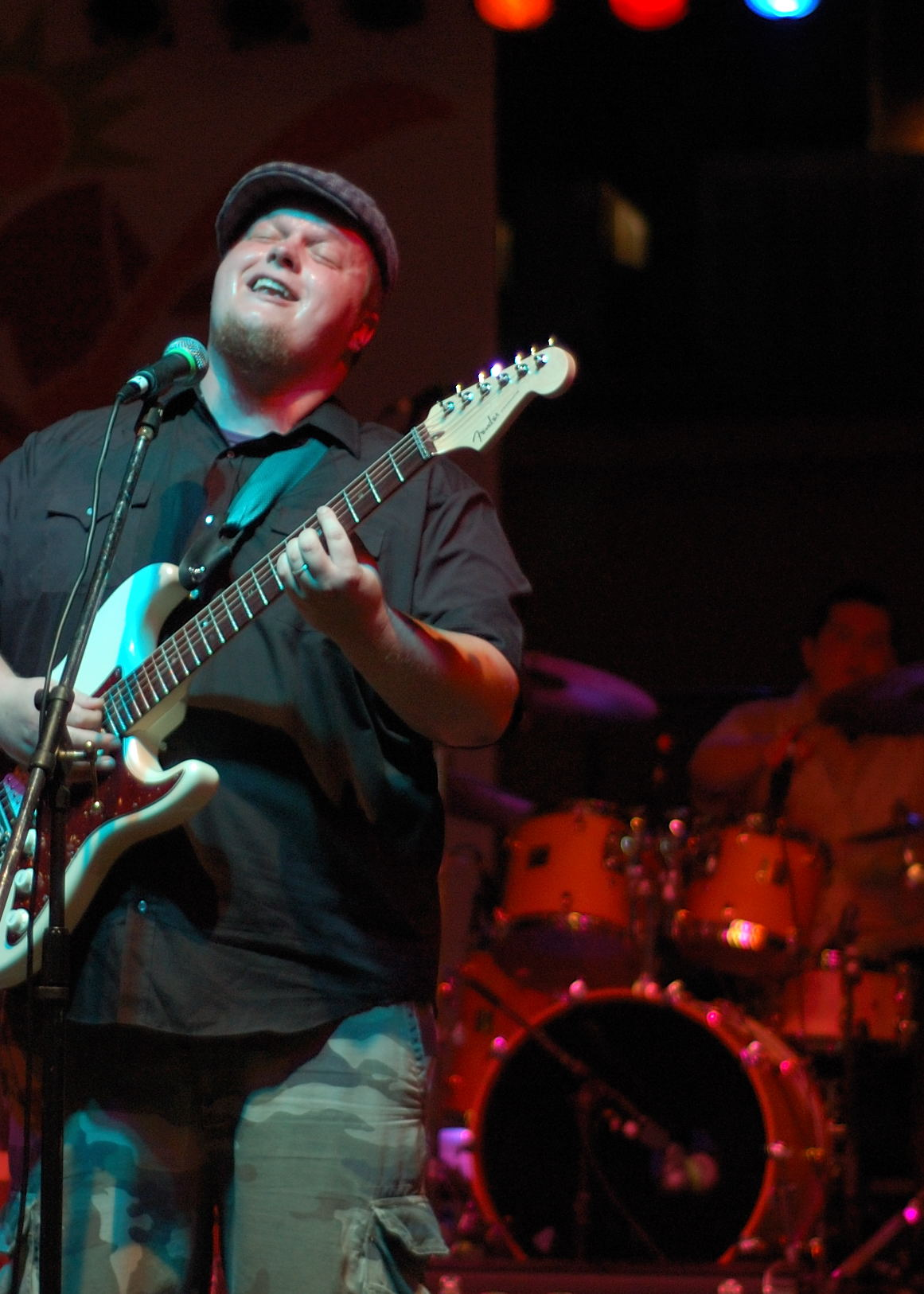
کس هیلی در حال اجرا (سال ۲۰۰۷)

بنجامین کس هیلی(به انگلیسی: Benjamin Cas Haley) (۲۷ دسامبر ۱۹۸۰ ‏(۴۴ سال)) خواننده سبک رگی و راک آمریکایی و نفر دوم فصل دوم آمریکا استعداد دارد می باشد.